# Георгий Георгиевич Мекленбург-Стрелицкий
Герцог Георг Александр Михаил Фридрих Вильгельм Франц Карл Мекленбург-Стрелицкий или (на русский манер) Гео́ргий Гео́ргиевич Мекленбург-Стрелицкий (6 [18] июня 1859, Ремплин — 22 ноября (5 декабря) 1909, Санкт-Петербург) — принц Мекленбургского дома, сын великой княгини Екатерины Михайловны и герцога Георга, правнук императора Павла I, владелец Карловки. Генерал-майор русской службы (14.12.1902).

## Биография
Георг-Александр-Михаил-Фридрих-Вильгельм-Франц-Карл родился 6 (18) июня 1859 года в мекленбургском имении Ремплин, приобретенном незадолго до его рождения родителями, однако с детства Жоржакс, как звали мальчика в семейном кругу, жил в Петербурге. Семья мекленбургского герцога проживала там в Михайловском и Каменноостровском дворцах, летом — в дворцовом имении Ораниенбаум.

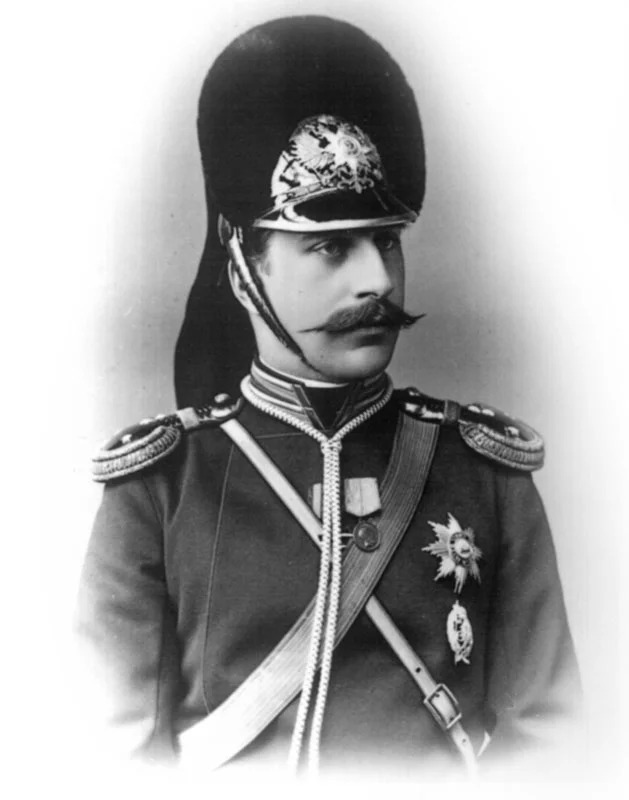
Герцог в кавалерийской форме, 1880-1890-е гг.

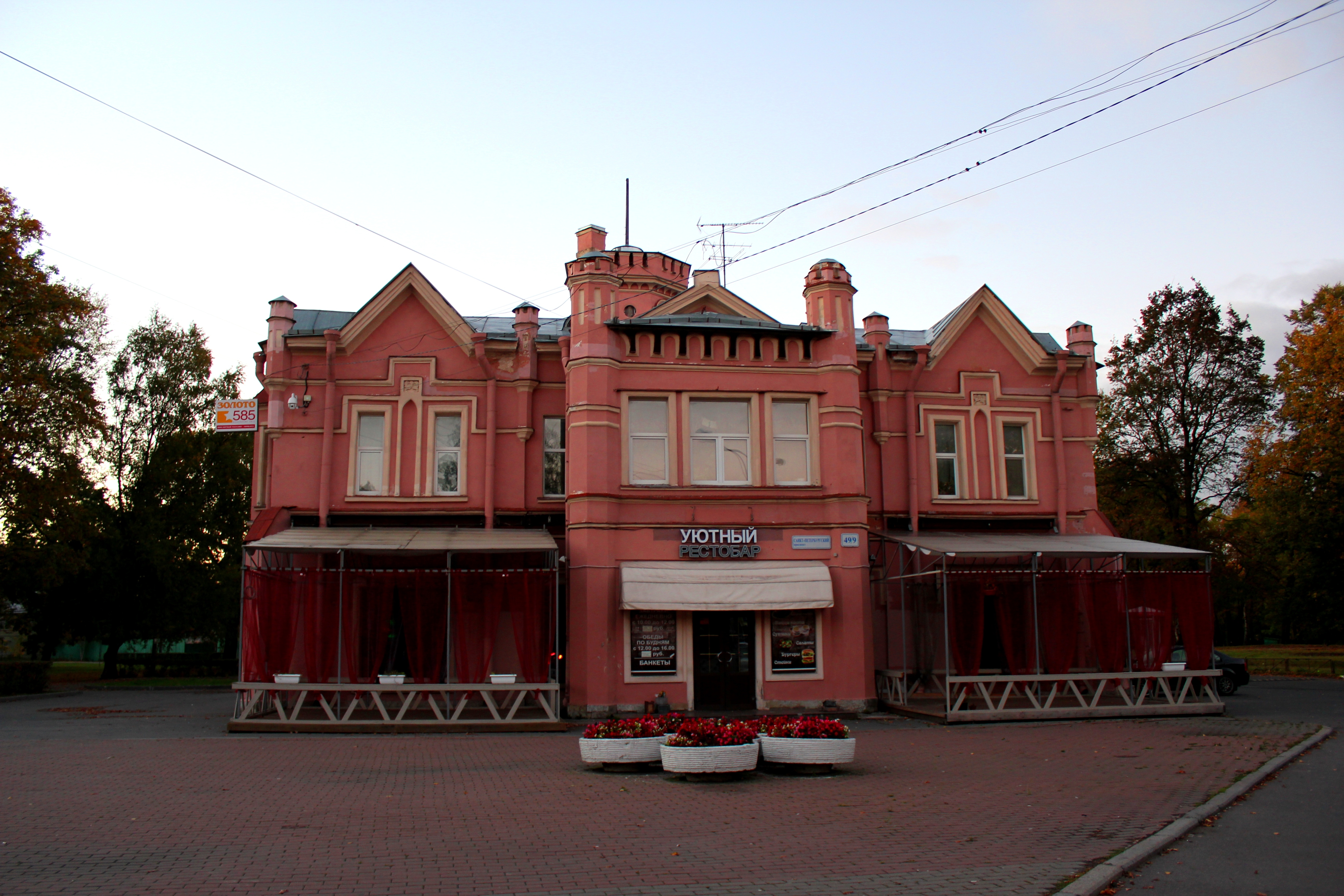
Особняк герцога Мекленбург-Стрелицкого в Петергофе, выкупленный им у Н. В. Всеволожского

Готовился к военной службе, как это было принято для членов правящих династий, получил домашнее военное образование. Доктор изящных искусств и философии, окончил курс в Страсбургском и Лейпцигском университетах.
Служил в русской армии. В 1902 года назначен командиром лейб-гвардии Драгунского полка, с 1906 — командир 1-й бригады 1-й гвардейской кавалерийской дивизии, с 1907 состоял в распоряжении главнокомандующего войсками гвардии и Петербургского военного округа, занимаясь по поручению военного министра подготовкой реформы обозного ведомства. Автор и переводчик военно-теоретических и исторических работ. Имел чин генерал-майора.
Под влиянием бабушки и матери стал заниматься музыкой. В доме великой княгини Елены Павловны часто бывали известные композиторы и виртуозы-исполнители. С годами Георий Георгиевич стал хорошим пианистом и великолепно играл на виолончели, даже увлекался сочинительством. Среди его учителей К. Ю. Давыдов, К. Рейнеке, Г. Якобсталь. В 1896 он создал в Петербурге струнный квартет камерной музыки, носивший его имя «Квартет Мекленбургского» (после 1917 — в составе Петроградской филармонии). Выступления имели огромный успех не только в российской столице, но и за её пределами.
Занимался коллекционированием произведений искусства. От деда, великого князя Михаила Павловича, ему досталась богатая коллекция французских литографий, живописи, мейссенского фарфора, роскошные издания по искусству, их он постоянно пополнял и бережно хранил, активно участвовал в выставках. 

Но герцога Георгия почитали не только в музыкальном мире. Несмотря на свой высокий титул, он был прост в обращении и лишен всякого снобизма, хотя его признавали более образованным, чем многих великих князей.

## Брак
Проблемой для его матери великой княгини Екатерины Михайловны стало его серьёзное увлечение фрейлиной Натальей Фёдоровной Вонлярлярской (1858—1921), дочерью статского советника, служившего в министерстве финансов. Екатерина Михайловна не могла представить себе, что её невесткой будет девушка не королевских кровей. Она уволила фрейлину, надеясь, что сын забудет о ней. Но герцог в июне 1889 года специально выехал в Германию, чтобы получить разрешение на брак великого герцога Мекленбургского Фридриха Вильгельма (1819—1904), своего дяди. Он решил, что в случае отказа уйдет со службы и будет жить со своей Наташей в России.
2 февраля 1890, получив разрешение, женился моргантическим браком на Наталии Вонлярлярской, получившей титул графини Карловой (по названию имения Карловка в Полтавской губернии), перешедшей затем к детям. При дворе жену герцога, бывшую фрейлину, не принимали. Только много лет спустя Георг Мекленбургский вместе с женой стал посещать званые балы и приёмы в Зимнем дворце. Хорошо знавшие семью герцога говорили о редкой гармонии супружества. Даже великая княгиня Екатерина Михайловна в своем завещании написала: 

Признаю Божие Благословение за мою невестку Наталью… Благодарю её за нежную любовь к сыну моему герцогу Георгу. Да дарует им Господь счастье и благополучие.

Фамилия и титул графов Карловых были признаны в России, поэтому следующее поколение герцогов Мекленбург-Стрелицких носило фамилию графов Карловых.

## Дети
Супруги имели четырёх детей, которые именовались графами Карловыми:
- Екатерина (1891—1940), в 1913 вышла замуж за Владимира Эммануиловича Голицына (1884—1954):
  - Николай Владимирович Голицын (1914—1999)
  - Георгий Владимирович  Голицын (1916—1992)
  - Эммануил Владимирович Голицын (1918—2002)
- Мария (1893—1979), в 1916 вышла замуж за Бориса Дмитриевича Голицына (1892—1919), будучи вдовой в 1929 вышла замуж за графа Владимира Петровича Клейнмихеля (1901—1982):
  - Дмитрий Борисович Голицын (1917—1944) - от первого брака
  - Наталья Борисовна Голицына (1920 - ?) - от первого брака
  - София Владимировна Клейнмихель (1930-?) - от второго брака
- Наталья (1894—1913);
- Георг Александр (1899—1963), герцог Мекленбургский.

В 1928 уже в эмиграции граф Георгий Георгиевич Карлов был усыновлен своим дядей Карлом-Михаилом, после чего принял титул «герцога цу Мекленбург, графа фон Карлов». После пресечения старших линий Мекленбургского дома права на их титулы перешли к потомкам Георгия Георгиевича, ставшим их единственными наследниками.

## Последние годы

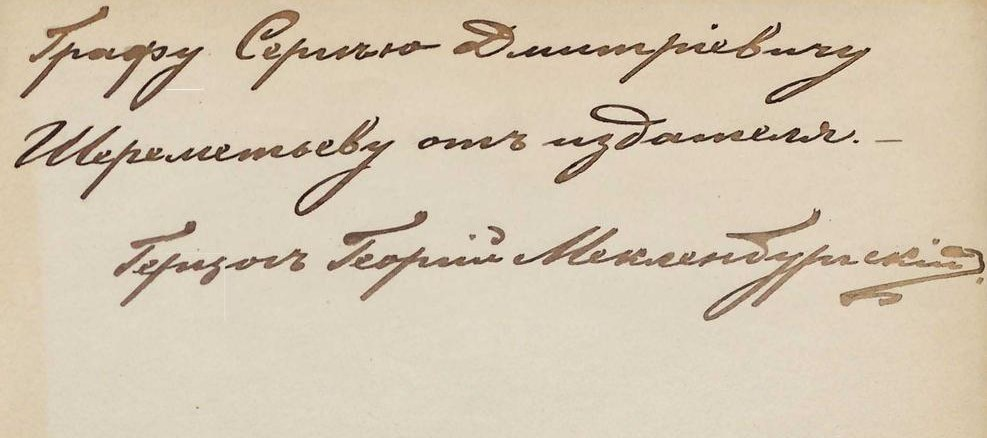
Дарственная надпись герцога Шереметеву, 1899 г.

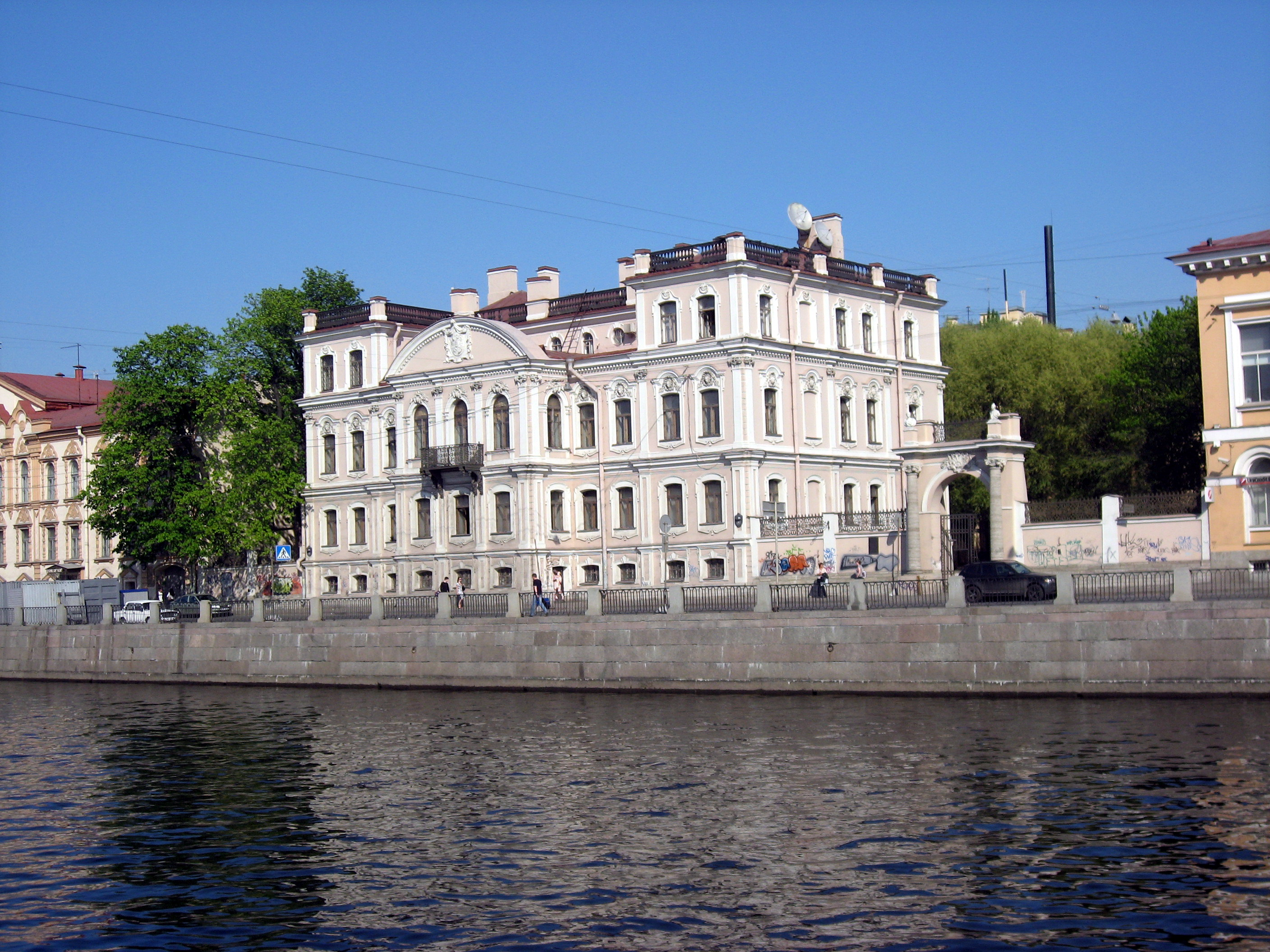
Особняк графини Карловой на Фонтанке

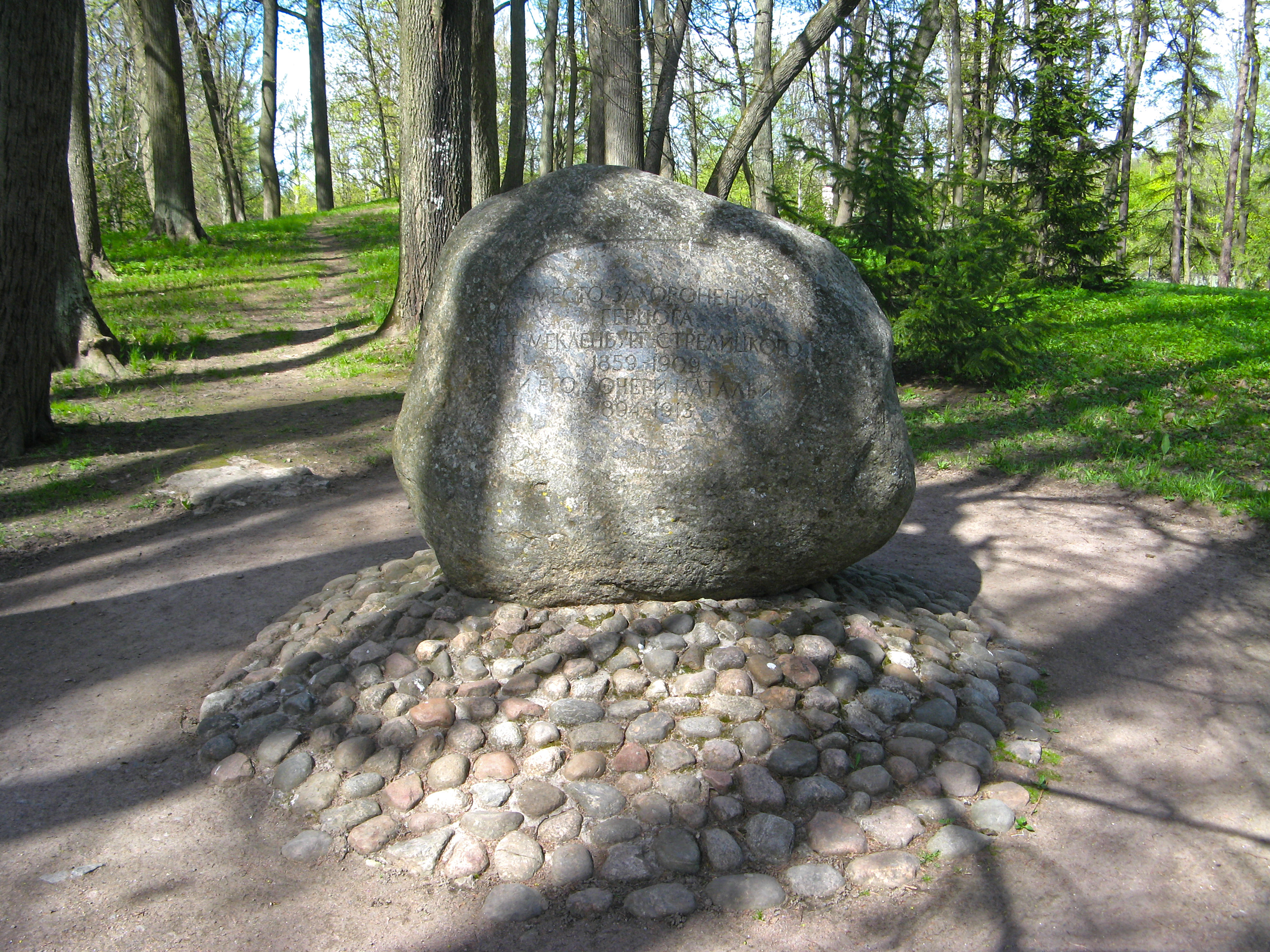
Камень на месте захоронения герцога Меклебург-Стрелицкого и его дочери Натальи в Верхнем парке Ораниенбаума

После кончины матери Екатерины Михайловны в 1894 году все принадлежащие ей дворцы Михаила Павловича перешли во владение его младшего брата Михаила Георгиевича и сестры Елены Георгиевны. В 1895 году Георгий Георгиевич переезжает из Михайловского дворца в дом на набережной Фонтанки, купленный им с согласия императора Николая II. Дом герцога был обустроен по его личным планам и сразу же стал притягателен для всех, кого влекли музыка и искусство.
В 1899 году герцог издаёт в Петербурге 2-томный альбом с силуэтами деятелей времён Екатерины II — "Двор императрицы Екатерины II"; рисунки силуэтов достались ему по наследству из библиотеки великого князя Михаила Павловича и ранее принадлежали графу Петру Киррилловичу Разумовскому. Сохранилась дарственная надпись на одном из альбомов, адресованная графу Шереметеву С.Д.
Незадолго до революции потомки Екатерины Михайловны были приняты в русское подданство, но сохранили свой династический статус.
Неожиданно для всех герцог Мекленбургский скончался 5 декабря 1909 года, в год своего пятидесятилетия. В лютеранской церкви Ораниенбаума состоялось отпевание. Местом упокоения герцога стал любимый дворцовый парк. Над его могилой был установлен строгий чёрный мраморный крест. На плите высечена надпись: «Здесь лежит глубоко почитаемый муж и отец и замечательный гражданин Ораниенбаума». После революции могила была разорена, плита с надписью исчезла. На месте захоронения герцога Меклебург-Стрелицкого и его дочери Натальи в Ораниенбаумском парке в настоящее время установлен памятный камень.

## Военные чины
- Прапорщик (25.07.1870)[3]
- Подпоручик гвардии (08.04.1884)
- Поручик (01.01.1885)
- Штабс-капитан (03.08.1892)
- Капитан (06.12.1894)
- Полковник (06.12.1895)
- Генерал-майор (14.12.1902)

## Награды
- Орден Святого Владимира 4-й ст. (1884)[3]
- Орден Святого Владимира 3-й ст. (1898)
- Орден Святого Андрея Первозванного (1.06.1903)
- Орден Святого Александра Невского (1903)
- Орден Белого орла (1903)
- Орден Святого Станислава 1-й ст. (1903)
- Орден Святой Анны 1-й ст. (1903)
- Орден Святого Владимира 2-й ст. (ВП 06.12.1908)
- Медаль «В память коронации императора Александра III»
- Медаль «В память царствования императора Александра III»
- Медаль «В память коронации Императора Николая II»
- Медаль «За труды по первой всеобщей переписи населения»

Иностранные:
- мекленбургский орден Вендской короны 1-й ст. (1876)
- саксен-веймарский Орден Белого сокола 1-й ст. (1876)
- саксен-альтенбургский Орден Саксен-Эрнестинского дома 1-й ст. (1890)
- бухарский Орден Благородной Бухары 1 ст. (1894)